# Mi vida: la película
Mi Vida: La Película es la banda sonora de la película Mi Vida: La Película del dúo Wisin & Yandel. Fue publicado el 22 de marzo de 2005 por Lideres Entertainment. Contiene canciones de producciones anteriores como Sandunguero de DJ Blass, La Mision 3: A Otro Nivel, De Nuevos A Viejos y My Vida... My Life, estos dos últimos de Wisin & Yandel.

## Lista de canciones
| N.º   | Título                                  | Duración |  |
| 1.    | «Mi vida»                               | 4:24     |  |
| 2.    | «Guayale el mahon» (Solo por Yandel)    | 2:28     |  |
| 3.    | «Esta noche hay pelea» (Solo por Wisin) | 2:50     |  |
| 4.    | «Tu sabes»                              | 2:36     |  |
| 5.    | «Dembow» (Solo por Yandel)              | 3:00     |  |
| 6.    | «La sata»                               | 3:26     |  |
| 7.    | «Quiero verte bailar»                   | 2:37     |  |
| 8.    | «Con mi reggae muero»                   | 3:37     |  |
| 9.    | «Pégate»                                | 2:49     |  |
| 27:47 |                                         |          |  |